# Ihsan Sacko
Pour les articles homonymes, voir Sacko.
Ihsan Sacko est un footballeur français, né le 19 juillet 1997 à Alfortville, évoluant au poste de milieu offensif au Rising de Phoenix.

## Biographie
Durant sa formation, Sacko évolue près de trois ans au centre de formation du Valenciennes Football Club, où il n'est finalement pas retenu et intègre celui du Racing Club de Strasbourg en 2015. Devenu rapidement un cadre de l'équipe réserve, il est appelé par l'entraîneur Jacky Duguépéroux dans le groupe professionnel en décembre 2015 et fait ses débuts en National face à l'ASM Belfort le 8 janvier 2016, il signe dans la foulée son premier contrat professionnel quelques semaines plus tard.
Il dispute onze matchs et inscrit un but lors de sa première saison, qui voit le club alsacien remporter le championnat de National. Durant sa deuxième saison, il s'impose progressivement dans le onze titulaire de Thierry Laurey avant de subir une blessure face au Stade de Reims en novembre 2016 qui l'écarte des terrains pour une durée de deux mois. D'autres pépins physiques l'empêchent de revenir à son meilleur niveau et il passe la deuxième moitié de saison en tant que remplaçant, tandis que l'équipe strasbourgeoise remporte la Ligue 2. En première division, il enchaîne entre titularisations et entrées en jeu, ne parvenant pas à inscrire le moindre but lors de la première moitié de saison.
Durant le mois de janvier 2018, il est officiellement transféré à l'OGC Nice.
En août 2022, il rejoint l'US Avranches, club de National, où il ne reste qu'une seule saison.

## Statistiques
| Saison                | Club                  | Championnat           | Championnat | Championnat | Coupe nationale | Coupe nationale | Coupe de la Ligue | Coupe de la Ligue | Compétition(s) continentale(s) | Compétition(s) continentale(s) | Compétition(s) continentale(s) | Total | Total |
| Saison                | Club                  | Division              | M.          | B.          | M.              | B.              | M.                | B.                | Comp.                          | M.                             | B.                             | M.    | B.    |
| 2015-2016             | RC Strasbourg         | National              | 11          | 1           | 0               | 0               | -                 | -                 | -                              | -                              | -                              | 11    | 1     |
| 2016-2017             | RC Strasbourg         | Ligue 2               | 17          | 3           | 1               | 0               | 2                 | 1                 | -                              | -                              | -                              | 20    | 4     |
| 2017-2018             | RC Strasbourg         | Ligue 1               | 17          | 0           | 1               | 0               | 1                 | 0                 | -                              | -                              | -                              | 19    | 0     |
| Sous-total            | Sous-total            | Sous-total            | 45          | 4           | 2               | 0               | 3                 | 1                 | -                              | -                              | -                              | 50    | 5     |
| 2017-2018             | OGC Nice              | Ligue 1               | 7           | 0           | 0               | 0               | 0                 | 0                 | C3                             | 1                              | 0                              | 8     | 0     |
| Sous-total            | Sous-total            | Sous-total            | 7           | 0           | 0               | 0               | 0                 | 0                 | -                              | 1                              | 0                              | 8     | 0     |
| Total sur la carrière | Total sur la carrière | Total sur la carrière | 52          | 4           | 2               | 0               | 3                 | 1                 | -                              | 1                              | 0                              | 58    | 5     |

## Palmarès
Sous les couleurs du Racing Club de Strasbourg Alsace, Sacko remporte le championnat de National en 2016, puis la Ligue 2 l'année suivante.